# Lassi (Emmaste)
Lassi – wieś w Estonii, w prowincji Hiuma, w gminie Emmaste.